# يان كوكس (لاعب كريكت)
يان كوكس (24 فبراير 1967 في المملكة المتحدة - ) (بالإنجليزية: Ian Cox)‏ هو لاعب كريكت بريطاني. لعب مع Sussex Cricket Board ‏.